# Hôpital Great Western
L'hôpital Great Western est un grand hôpital situé à Swindon, dans le Wiltshire, en Angleterre, près de la sortie 15 de l'autoroute M4. Il a ouvert en 2002 et est géré par le Great Western Hospitals NHS Foundation Trust.

## Histoire
Le premier hôpital de Swindon était l'hôpital Princess Margaret, situé dans la banlieue d'Okus, au sud de la ville. Il a commencé à fournir des services aux patients en 1960, mais n'a été officiellement inauguré par la princesse Margaret qu'en avril 1966. Il a depuis été entièrement démoli.
Le nouvel hôpital a été acquis dans le cadre d'un contrat d'initiative de financement privé pour remplacer les services précédemment fournis à l'hôpital Princesse Margaret et à l'hôpital St Margaret de Stratton St Margaret en 1999. L'architecte du nouvel hôpital était Whicheloe Macfarlane, qui a conçu l'hôpital avec une structure en béton. L'extérieur du bâtiment est recouvert de 7 600 mètres carrés (82 000 pieds carrés) de panneaux de revêtement en béton préfabriqué de couleur crème qui tentent de reproduire l'apparence de la pierre du Wiltshire. Il compte six étages pour une surface totale de 55 000 mètres carrés (590 000 pieds carrés). Il a été construit par Carillion pour un coût de 148 millions de livres sterling ; il a commencé à fournir des services aux patients en 2002 et a été officiellement inauguré par le prince Philip le 28 février 2003.

## Installations
Les installations de l'hôpital comprennent un service des accidents et des urgences, une unité d'évaluation des affections aiguës, une unité de soins intensifs et de haute dépendance de douze lits, une maternité, un centre de soins intermédiaires sur le site, un centre d'enseignement des soins de santé et des services sociaux appelé Academy, ainsi qu'un large éventail de services et de cliniques, desservant environ 300 000 personnes.